# Copernicus College
Copernicus College – istniejąca od 2014 roku pierwsza polska w pełni bezpłatna platforma edukacyjna, która umożliwia uczestnictwo w masowych otwartych kursach online, wykładach gościnnych (nagrywanych m.in. podczas Copernicus Festival) oraz lekturę e-podręczników. Działa pod patronatem Fundacji Centrum Kopernika oraz Uniwersytetu Jagiellońskiego. Założycielem i przewodniczącym Rady Naukowej College'u jest prof. Bartosz Brożek. Platforma funkcjonuje w trzech wersjach językowych (polskiej, angielskiej i ukraińskiej).
Kursy odbywają się cyklicznie lub w trybie ciągłym, natomiast wykłady gościnne i e-podręczniki dostępne są przez cały czas. Z platformy można korzystać bez jakichkolwiek opłat, wymagana jest jedynie rejestracja i akceptacja regulaminu. Pod koniec 2024 r. College liczył około 80.000 studentów (zapisanych kursantów).
W ofercie Copernicus College znajduje się łącznie 120 kursów, w większości dostępnych w języku polskim, m.in. Neurobiologia i życie – kurs prowadzony przez prof. Jerzego Vetulaniego, Wprowadzenie do prawa karnego z prof. Andrzejem Zollem oraz kurs Bóg i Kosmologia prof. Michała Hellera. Kursy składają się z kilku lub kilkunastu modułów (nagranych wykładów), podzielonych na kilkunastominutowe części, a także z dodatkowych materiałów – artykułów naukowych, fragmentów książek czy zestawów ćwiczeń i testów. Ukończenie kursu wymaga zdania egzaminu, którego zaliczenie umożliwia pobranie certyfikatu. Wykłady gościnne są prowadzone przez naukowców takich jak Robin Dunbar, Roger Penrose, Patricia Churchland, Joseph LeDoux czy Semir Zeki.